# Bugyi
Bugyi é uma vila da Hungria, situada no condado de Peste. Tem 115,55 km² de área e sua população em 2019 foi estimada em 5.174 habitantes.